# Abbaye de Corrupt
L’abbaye de Corrupt (ou Corru) est une ancienne fondation monastique féminine située sur la commune de Bourg-Sainte-Marie, en Haute-Marne. Transformée en ermitage, puis abandonnée, elle a été restaurée à la fin du XXe siècle par des bénévoles locaux.

## Localisation
L'ancienne abbaye est située dans la combe de Corru(pt), arrosée par le ruisseau éponyme, sous-affluent de rive gauche de la Meuse ; elle est située sur le territoire de Bourg-Sainte-Marie, mais à proximité de (et plus accessible depuis) Illoud.

## Histoire

### Fondation
La fondation du premier prieuré remonte au milieu du XIIe siècle.

### Abbaye bénédictine
En 1257, le prieuré est transformé en abbaye dépendant de celle de Jully-les-Nonnains et donc dans la lignée de Molesme,.

### Ermitage
Au XVIe siècle, l'abbaye est transformée en ermitage.

### Fin de la vie religieuse
En 1790, la révolution chasse les moniales, et l'édifice est vendu comme bien national.

### Restauration
À partir de 1986, les ruines sont rachetées par les communes de Bourg-Sainte-Marie et d'Illoud, et restaurées par l'association Les Amis de Corrupt à partir de l'été 1986. Le domaine de quinze hectares de forêt est également racheté par les communes et entretenu par l'association.
C'est la présence de chantiers-écoles, avec une main d'œuvre estivale de dix à vingt personnes bénévoles encadrées durant deux années et demie, qui a permis la réalisation de l'essentiel des travaux. La présence de ces chantiers-écoles représentent un équivalent de trois millions de francs de travaux.

## Galerie de photographies

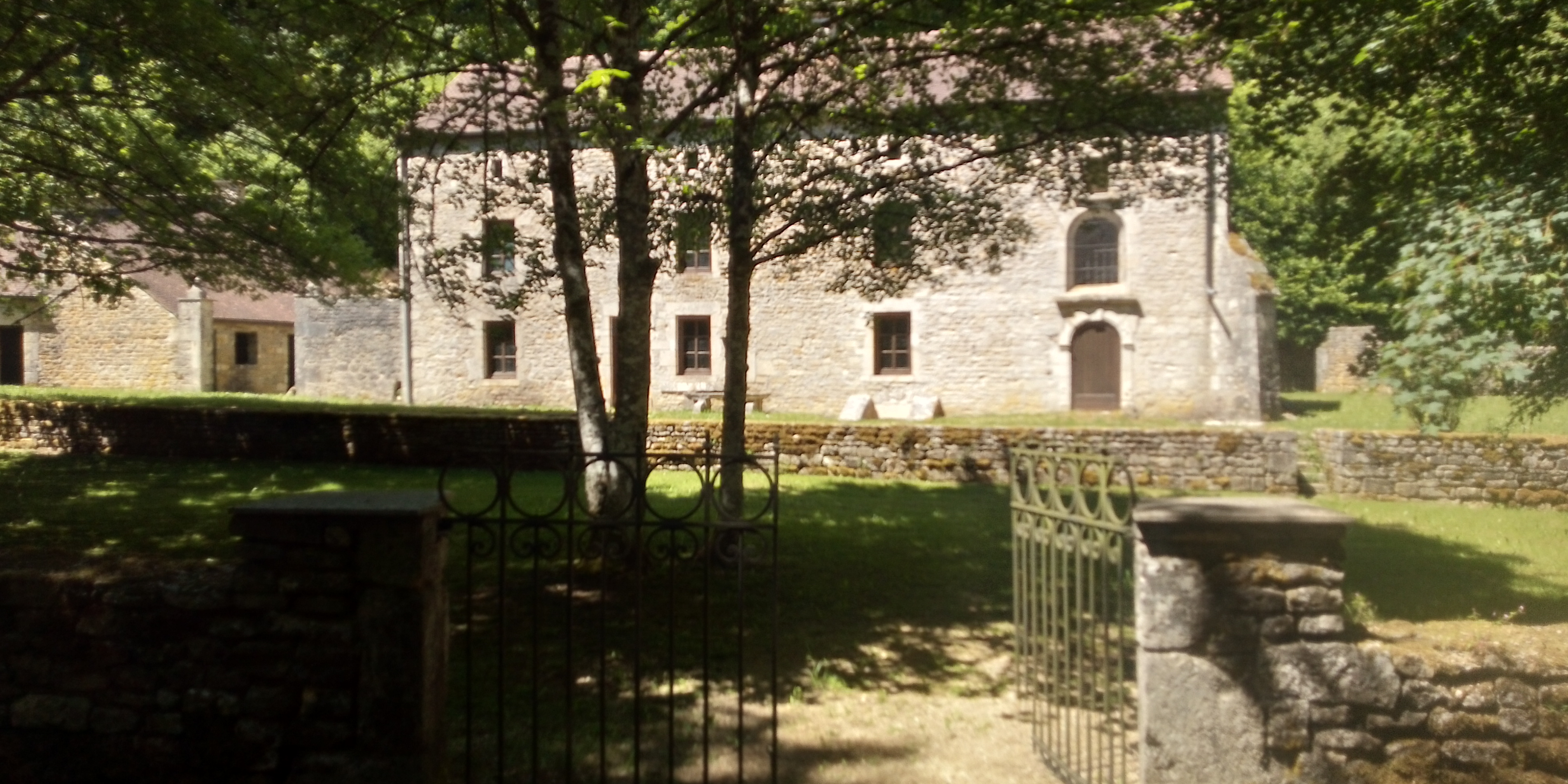
Vue générale de l'abbaye… malgré les arbres.
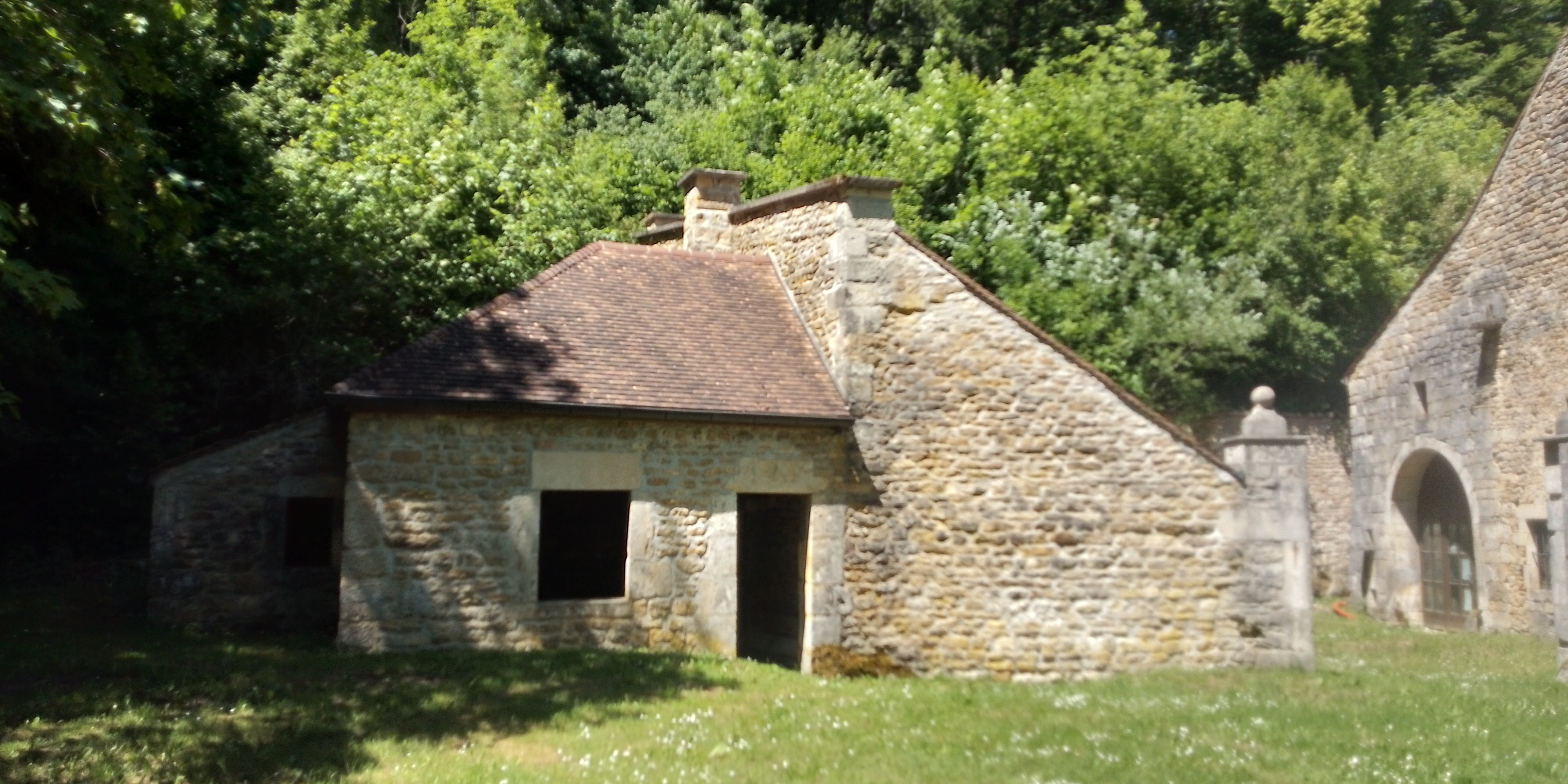
Bâtiment secondaire (gauche).
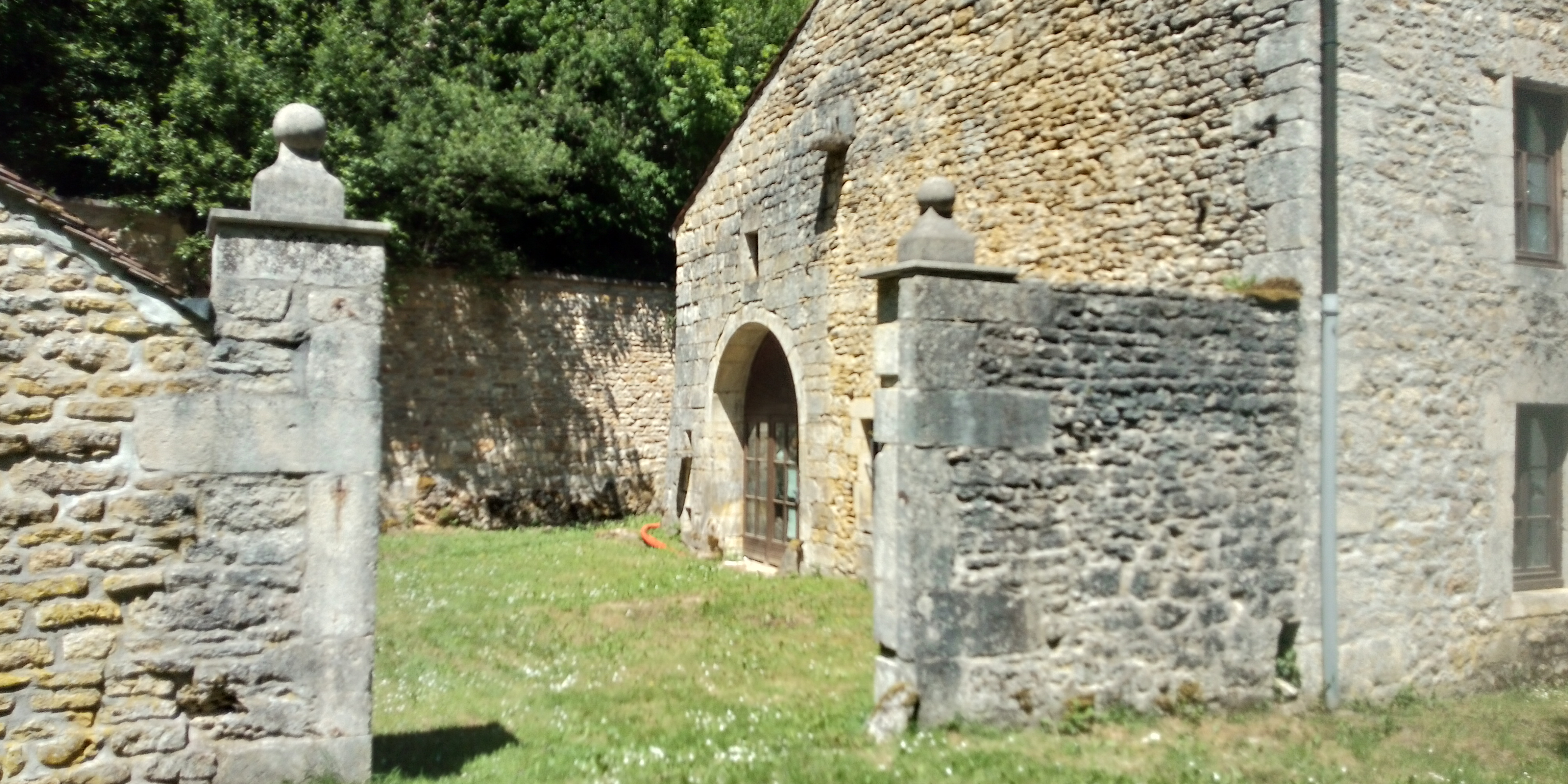
Emplacement du portail, entre les deux bâtiments.
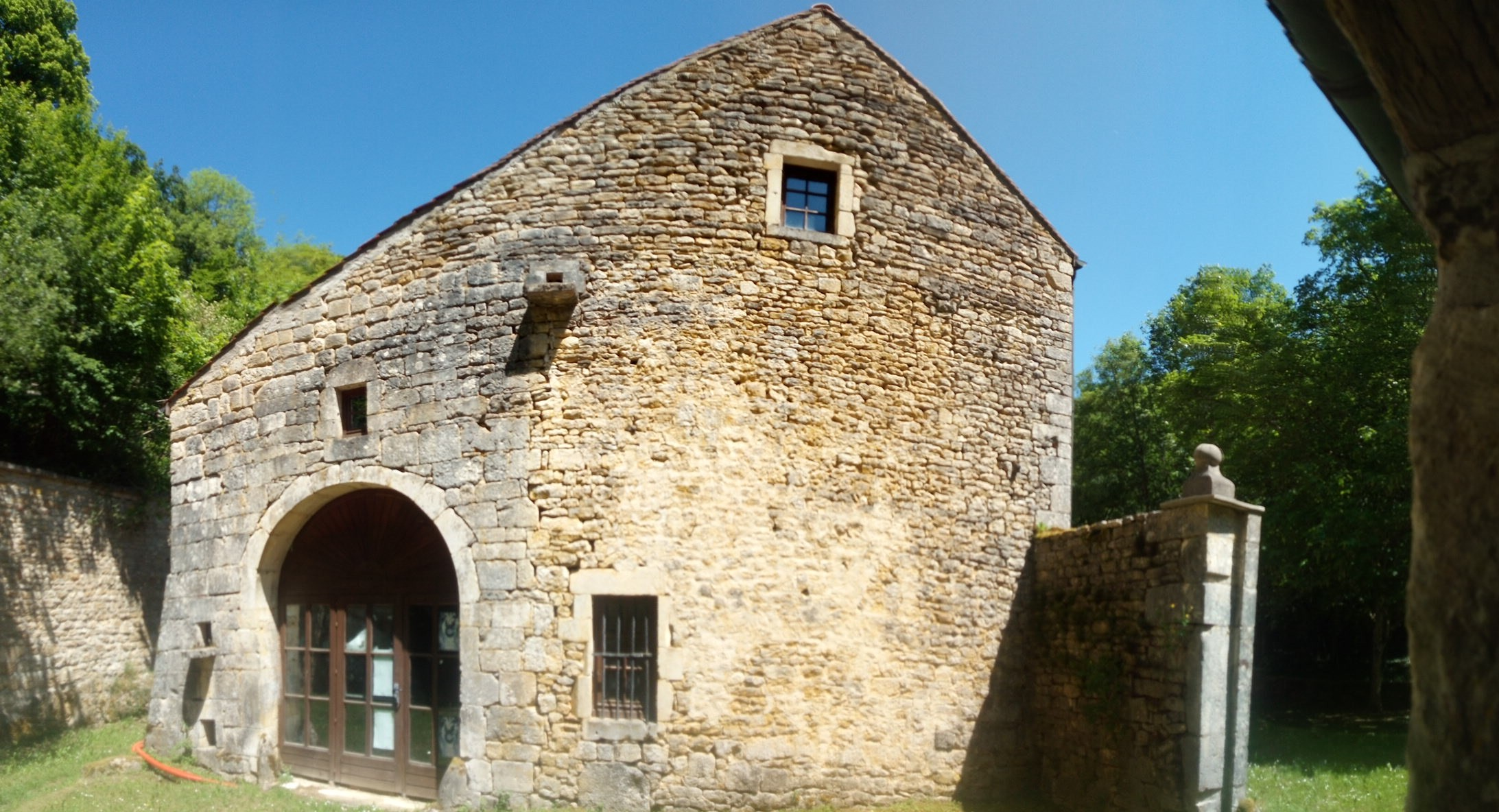
Bâtiment central, vu de gauche (panoramique).
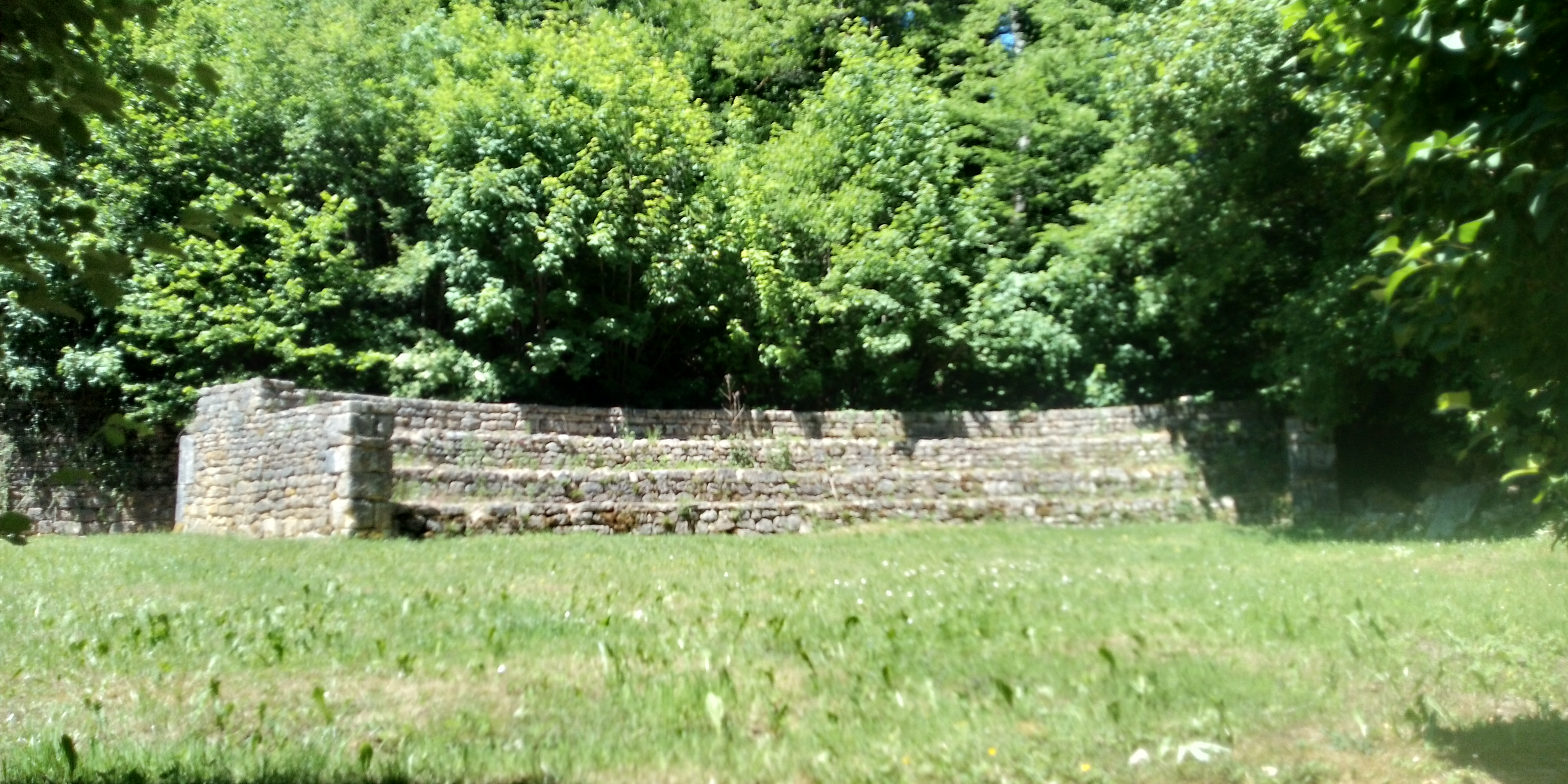
Tribune/gradin en pierre (droite).